# Pedro Gailhard
Pour les articles homonymes, voir Gailhard.
Pierre Samson Gailhard, dit Pedro Gailhard, né à Toulouse le 1er août 1848 et mort à Paris 9e le 12 octobre 1918, est un artiste lyrique et directeur de théâtre français.
Doué d'une exceptionnelle voix de basse chantante, Pedro Gailhard débuta à l’Opéra-Comique, puis chanta à l’Opéra de Paris, débutant dans le rôle de Méphisto du Faust de Charles Gounod en 1871. Son interprétation de Leporello dans le Don Giovanni de Mozart est restée particulièrement célèbre. 
Pedro Gailhard fut directeur de l’Opéra de Paris de 1884 à 1891 et de 1893 à 1907. Il est mentionné à ce titre dans le roman de Gaston Leroux, Le Fantôme de l'Opéra.
Il devint ensuite directeur du Conservatoire de New York.